# 毛卷云
毛卷云（学名：Cirrus fibratus，缩写： Ci fib  )，是卷云的一种。毛卷云的外观类似直线或不规则的白色丝线，形态纤细，末端不呈钩状或簇状。在大多数情况下，毛卷云的“云丝”互不重叠。